# Lentinano
Il lentinano è un beta-glucano con una catena glucosidica β-1,3:β-1,6., un polisaccaride antitumorale isolato dal fungo shiitake (Lentinula edodes)..